# Pierre Robert Olivétan

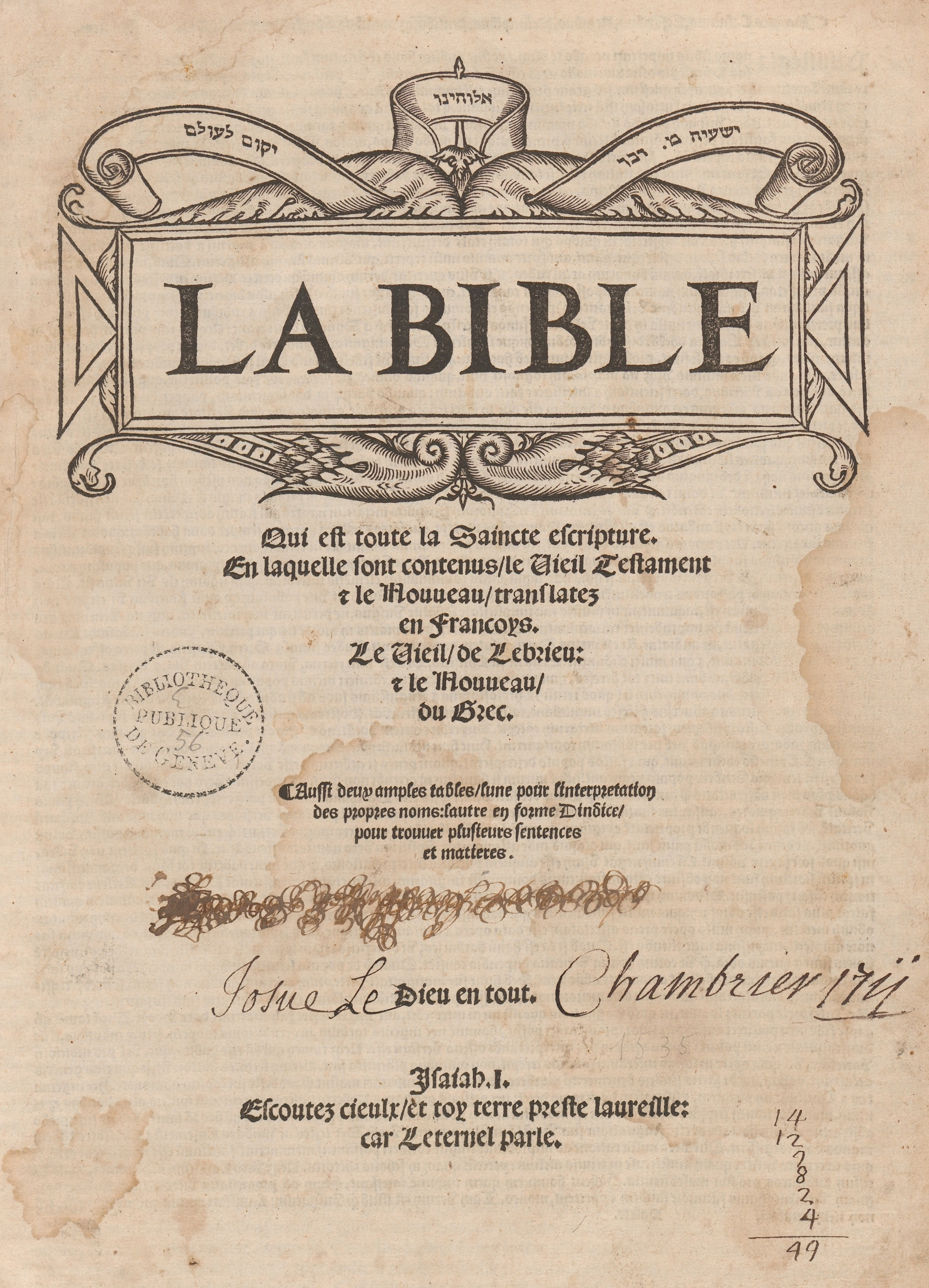
Biblia w przekładzie Olivétana (1535)

Pierre Robert Olivétan, zwany także Olivetanus (ur. 1505 w Noyon, Pikardia, zm. 1538 we Włoszech) – protestancki teolog i tłumacz Biblii.

## Życiorys
Był synem proboszcza i wychował się w Noyon, w tym samym mieście co Jan Kalwin, który był jego kuzynem. W 1526 studiował prawo w Orleanie, ale w następnym roku musiał uciekać, ponieważ był podejrzewany o herezję. Od kwietnia 1528 zamieszkał w Strasburgu poświęcając się nauce języków starożytnych. W roku 1531 został wykładowcą w Genewie, ale został usunięty z powodu swoich poglądów religijnych w listopadzie, po czym przeniósł się do Neuchâtel, gdzie również pracował jako nauczyciel. Wraz z Wilhelmem Farelem 12 września 1532 uczestniczył w synodzie waldensów w Chanforan, gdzie otrzymał zadanie opracowania francuskiego tłumaczenia Biblii. Pracę tą ukończył w roku 1535. W maju 1536 został mianowany nauczycielem w gimnazjum genewskim. W marcu 1538 wyruszył w podróż do Włoch, gdzie służył m.in. na dworze Renaty Walezjuszki w Ferrarze, a wkrótce potem zmarł we Włoszech w nieznanych okolicznościach.
Tłumaczenie Biblii (La Bible qui est toute la Saincte Escripture), dokonane przez Olivétana opierało się na oryginalnych tekstach Starego Testamentu w języku hebrajskim i aramejskim. Jego Nowy Testament był rewizją tłumaczenia, które Jacques Lefèvre d’Étaples wykonał około 1523 roku z łacińskiej Wulgaty.